# Orlistat
Pour les articles homonymes, voir Alli.
L'orlistat, commercialisé sous la marque Xenical chez Roche ou Alli chez GlaxoSmithKline, est également connu sous le nom de tétrahydrolipstatine. C'est un médicament destiné au traitement de l'obésité.
Sa fonction première est d'empêcher l'absorption des graisses de l'alimentation humaine, ce qui réduit l'apport calorique. Il est destiné à être utilisé conjointement sous la supervision d'un médecin avec une alimentation réduite en calories. Orlistat est un produit dérivé de la lipstatine, bloqueur naturel des lipases pancréatiques. Il est isolé de la bactérie Streptomyces toxytricini.
Toutefois, en raison de la simplicité et la stabilité, l'orlistat plutôt que la lipstatine a été développé en un médicament anti-obésité.
L'orlistat dosé à 120 mg par comprimé (Xenical) est considéré, en France, comme un médicament relevant de la seule prescription médicale. À 60 mg (Alli), y était vendu en France jusqu'en 2012, sans prescription médicale.

## Pharmacologie
Orlistat agit en inhibant la lipase pancréatique, une enzyme qui décompose les triglycérides dans l'intestin, empêchant ainsi l'hydrolyse des esters.
Orlistat forme un ester avec la sérine présente sur le site actif des lipases.
Seules des quantités infimes de l'orlistat sont absorbées systématiquement, l'effet principal est l'inhibition de la lipase locale dans le tractus gastro-intestinal après administration d'une dose orale.
L'élimination s'effectue principalement par les selles.
Lors de la prescription d'une dose standard de 120 mg trois fois par jour avant les repas, l'orlistat empêche environ 30 % des matières grasses dans les aliments d'être absorbées, et environ 25 % à 60 mg trois fois par jour,.
Des doses plus élevées ne produisent pas d'effets plus probants.
Il existe une interférence avec l’absorption de différents médicaments dont la lévothyroxine, la cyclosporine. Une baisse de l’absorption de la vitamine K doit rendre prudente la prescription d'antivitamines K. L'orlistat diminue l'absorption du bêta-carotène de 30 % et celle de l'acétate de vitamine E de 60 %.

## Efficacité
La perte de poids obtenue avec l'orlistat est très variable, en particulier si sa prise est associée avec un régime hypocalorique plus ou moins rigoureux.
En un an d'essais cliniques et en association avec des régimes stricts, entre 35,5 % et 54,8 % des sujets ont atteint 5 % ou plus de diminution du poids. Entre 16,4 % et 24,8 % ont atteint au moins une baisse de 10 % de poids. La réduction moyenne de poids reste cependant inférieure à 3 kg.
Après l'arrêt d'orlistat, un nombre important de sujets a repris un poids pouvant atteindre jusqu'à 35 % du poids perdu.
En dépit de la faible incidence sur l'indice de masse corporelle, il existe une réduction de 37 % de l'incidence du diabète de type 2. Il existe également une amélioration des chiffres de la pression artérielle, une diminution du taux sanguin de cholestérol, dont le taux de LDL-choslestérol. Ces trois facteurs vont dans le sens d'une diminution du risque de survenue de maladie cardio-vasculaire même si cela n'a pas été démontré.
Le taux d'abandon du traitement est important : seuls 10 % des patients le poursuivent au-delà d'un an et 2 % au-delà de deux ans.
Son utilisation a fait partie, en 2006, des recommandations anglaises pour la prise en charge de l'obésité.

## Les effets secondaires
Les principaux effets secondaires du médicament gastro-intestinal sont :
- la stéatorrhée, c'est-à-dire des selles grasses et molles, car l'orlistat bloque l'absorption de certaines des graisses alimentaires. Les matières grasses sont excrétées en l'état dans les selles ;
- l'incontinence fécale ;
- des diarrhées impérieuses : selles fréquentes ou urgentes ;
- Un météorisme, des douleurs abdominales à type de colique et des flatulences ;
- Une diminution du taux de sucre dans le sang (pour certains patients diabétiques de type 2).

Les principaux effets indésirables de l'orlistat (Alli ou Xénical) sont liés à la présence de lipides dans l'alimentation. Les pharmaciens formés à cette prescription par les laboratoires conseillent, donc, de diminuer la part lipidique de l'alimentation lors du traitement, ce qui en soi est un régime qui permet une réduction pondérale. Les effets indésirables qui se majorent avec les graisses alimentaires, le prix consacré au traitement et la durée de celui-ci (l'étude Xendos parle de 4 années de traitement soit 2400 Euros pour 2010) sont des facteurs de motivation majeurs pour que les utilisateurs de cette molécule modifient positivement leurs habitudes alimentaires et adoptent ainsi le régime qu'ils n'avaient pu mettre en place sans ce traitement.
Selon Roche, les effets secondaires sont plus graves au début de la thérapie et diminuent avec le temps. Cette approche est soutenue par les résultats de l'étude XENDOS, qui a révélé que seulement 36 % des personnes ont des effets gastro-intestinaux indésirables au cours de leur quatrième année d'utilisation d'orlistat, alors que 91 % des sujets de l'étude ont subi au moins un effet gastro-intestinal indésirable lié au cours de la première année de traitement. Cette diminution des effets secondaires pourrait être associé avec la modification d'une alimentation devenant plus pauvre en matières grasses.
Le profil d'effets secondaires de l'orlistat a conduit des consommateurs américains du groupe Prescription Access Litigation d'attribuer son premier prix de la pire pilule à GlaxoSmithKline,.
Certains patients peuvent développer des taux élevés d'oxalates dans les urines.
L'orlistat peut provoquer une atteinte hépatique. Une hépatite grave reste toutefois exceptionnelle et il est possible que ces accidents soient liés à d'autres facteurs que la prise de ce médicament.

## Commercialisation
Le comprimé Xenical dosé à 120 mg d'Orlistat fut commercialisé en 1999. Il est sur la liste I, soumis à prescription médicale et non remboursé, du fait de ses effets secondaires.
Le comprimé Alli dosé à 60 mg a reçu en janvier 2009 l'autorisation de mise sur le marché sans prescription médicale par l'Agence Européenne de médecine. Il n'est pas soumis à prescription médicale. Sa commercialisation en France a été arrêtée dès 2012, sur décision de l'industriel, mais continue de l'être dans d'autres pays européens ainsi qu'aux États-Unis.

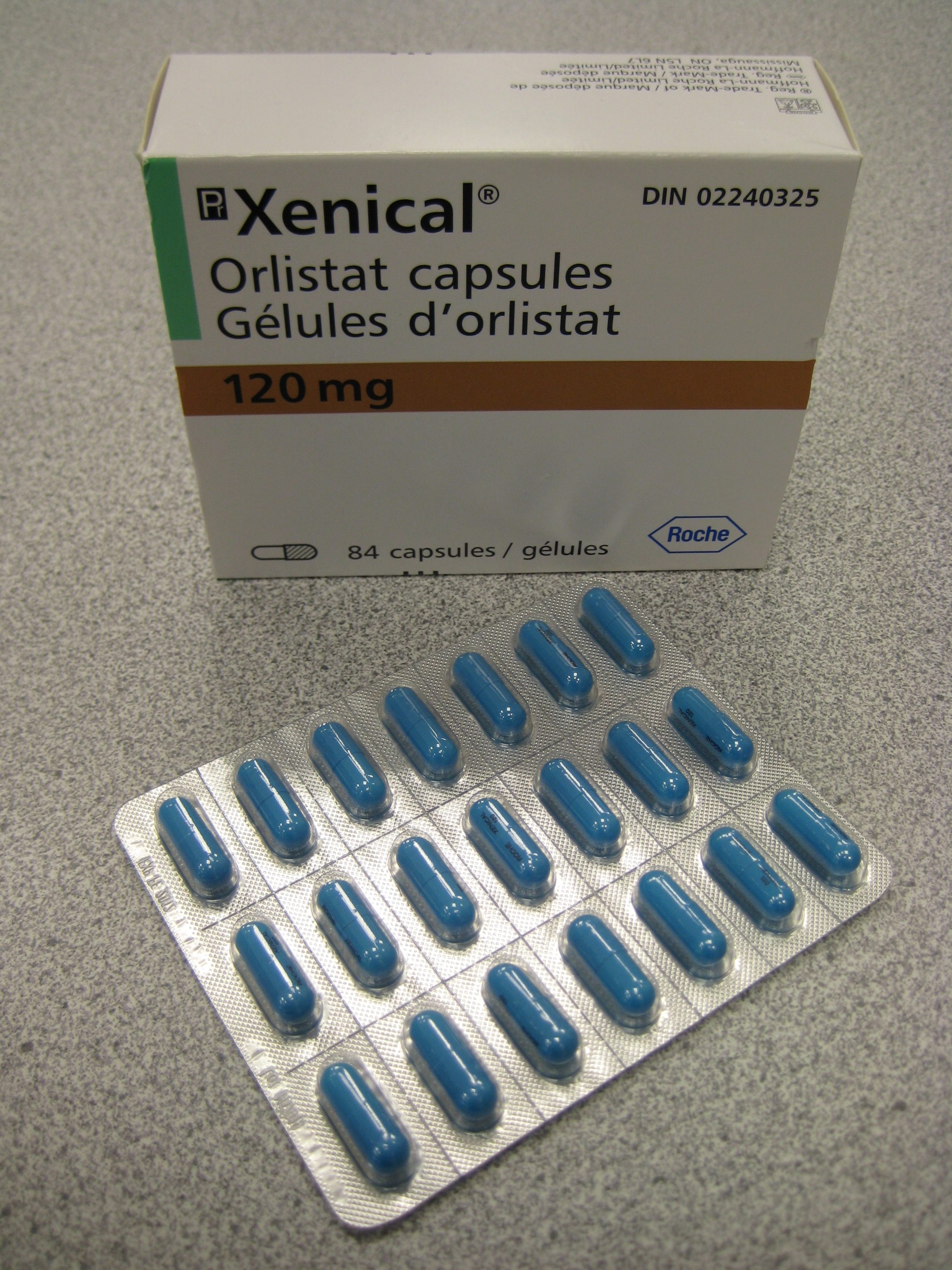
Orlistat de marque Xenical, sous forme de gélules, commercialisé au Canada